# Tighina
Tighina  (în turcă Bender însemnă „port”; în rusă Бендеры, transliterat: Benderî, în ucraineană Бендери), este un oraș cu statut de municipiu din Republica Moldova, regiunea istorică Basarabia. Tighina este amplasat la 61 km mai la sud-est de Chișinău. În componența orașului sunt incluse comuna Proteagailovca și satul Gîsca.
Începând cu 1992, în urma războiului din Transnistria, orașul și localitățile înconjurătoare se află sub controlul autoproclamatei „Republici Moldovenești Nistrene” (Transnistria), deși se află pe malul drept (basarabean) al Nistrului.
Ultimul timp, oamenii de știință consideră că Tighina e mai degrabă Tiraspol decât Bender.

## Nume
Atât în trecut, cât și în prezent localitatea apare în publicații cu două denumiri: Tighina și Bender. Tighina este un nume utilizat, de regulă, în publicațiile în limba română, pe când Bender e folosită în tipăriturile oficiale.
Denumirea „Bender” a fost preluată oficial de statul moldovenesc, în ciuda protestelor profesorilor, istoricilor și lingviștilor, care subliniază că atât autoritățile țariste, cât și sovietice au promovat sistematic denumirile străine în dauna celor românești, dar că guvernul Republicii Moldova nu ar trebui să procedeze la fel, cu atât mai mult cu cât nicio tentativă de a complace forțelor separatiste nu le-a determinat pe acestea să accepte legalitatea republicană, nici măcar în momentul când la Chișinău au ajuns la putere comuniștii.
Denumirea de Tighina era cunoscută în sec. XII și XIII de către navigatorii genovezi instalați la Cetatea Albă, care aveau legături comerciale cu populația băștinașă. La 8 octombrie 1408, când este pentru prima dată atestată documentar, localitatea este înscrisă Teghenaccio, iar la 18 martie 1434 Ștefan al II-lea întărește din nou privilegiul comercial al negustorilor din Liov, dar cu denumirea - Teghenechiciu. O altă gramotă din 24 februarie 1452, denumirea localității este redată într-o formă mai apropiată de cea actuală - Teghinea . Deci, din a doua jumătate a secolului XV, așezarea e menționată cu denumirea de Tighina. În 1538 cetatea Tighina este cucerită de turci, care o redenumesc Bender - cuvânt de origine persană ce semnifică: „port”, „oraș portuar”, „oraș fluvial”, „loc de acostare a navelor”. Totuși, în conștiința neamului românesc străvechea localitate a rămas memorabilă peste veacuri cu denumire Tighina. Acest nume și-a găsit confirmarea documentară și a circulat în graiul populației locale timp de secole .
Moldovenii nicicând nu i-au zis "Bender", ci au continuat să o numească "Tighina". Drept dovadă ne servesc letopisețile cronicarilor. Grigore Ureche în „Letopisețul Țării Moldovei” relatează: La 1584 «când au prădat cazacii Tighina și au arsu», «niște cazaci au prădat sate din sus de Tighina» etc. Miron Costin în cronica sa menționează despre moartea în 1661, «La Tighina», a domnitorului Ștefăniță Lupu și despre faptul că «birul țării era legatu la Tighina pre acele vremi...». Destul de frecvent utilizează toponimul Tighina Ion Neculce, cronica căruia se încheie în anul 1743. În letopisețul lui numărăm 68 de mențiuni .
Numele vechi al localității îl întâlnim și în unele documente și publicații din străinătate apărute după 1538. De exemplu, în tratatul rus de geografie „Cartea planului mare” (rus.: „Книга Большому Чертежу”), editată în 1627, se scrie Teghin, Teaghin și Teaghinea. În actele poloneze și latinești Tighina figurează ca Tehinia, Tehyna, Teghinea, Tighinea, Thehina, Tehin, Thehinea, Tehyn și Tekin.
Denumirea de Bender datează dintr-o epocă mult mai târzie, fiind impusă uzului oficial de către autoritățile țariste abia în sec. XIX. Acest lucru s-a făcut cu scopuri propagandiste, mai exact, pentru a eterniza biruințele armatei rusești asupra turcilor, concepție și viziune străină tradițiilor românești istorice și culturale, un argument relativ neverosimil, din moment ce armata rusa nu ar fi putut sa eternizeze biruințele asupra turcilor, impunând localităților numele date de turci. 
Deși topicul „Tighina” a fost neglijat de ruși, el nu a dispărut nici în secolul al XIX-lea. În proza scriitorului rus Nicolai Nadejdin „O promenadă prin Basarabia”: «noaptea am trecut pe lângă renumita cetate Bender, numită în limba localnicilor Tighino».
În timpul primului Război Mondial s-a încercat să se revină la vechea denumire de Teagin sau Tighina. În 1916, Zemstva municipală se adresează către cea de a XLVIII-a adunarea generală a zemstvei Bender, rugând-o că, în caz dacă acceptă ideea înapoierii orașului Bender denumirea sa seculară de "Tighina", să autorizeze zemstva municipală să facă demersul necesar. Adunarea generală a acceptat și a expediat o scrisoare gubernatorului Basarabiei în care i se cerea să aprobe schimbarea numelui orașului Bender în "Tighina". Din cauza revoluțiilor din 1917, cererea nu a fost examinată. Localitatea își recapătă vechea denumire doar în 1918, după unirea Basarabiei cu România.
În 1940, și ulterior în 1944, Basarabia este ocupată de către Uniunea Sovietică și orașul iarăși este denumit Bender. Recunoscând că denumirea de „Benderî” este străină orașului din punct de vedere istoric și etnografic, în 1949 Comitetul executiv și Comitetul orășenesc la Partidului Comunist al Moldovei, într-o hotărâre comună propunea Consiliului de Miniștri ai R.S.S.M. și Comitetului Central P.C. al Moldovei să redenumească localitatea în „Dnestrovsk”. În 1950, Comitetul executiv orășenesc roagă Prezidiul Sovietului Suprem al R.S.S.M. să schimbe denumirea orașului din „Benderî” în „Suvorov” (în legătură cu aniversarea a 150 ani de la moartea comandatului rus A. Suvorov). Niciunul din aceste demersuri nu a fost examinat de către organele implicate. În 1956, se mai încearcă odată de a schimba denumirea în „Dnestrogorsc” sau „Tkacenko”. Dar propunerea nu a fost realizată.
După evenimentele de la sfârșitul anilor '80 și începutul anilor '90, dorința de a schimba numele orașului în „Tighina” a parvenit din partea populației de limbă română. Populația rusofonă, mai numeroasă, s-a opus cu desăvârșire acestor intenții.

## Geografie
Suprafața municipiului Tighina este de 3867 ha, inclusiv: 1313 ha - terenuri cu destinație agricolă, 532 - terenuri destinate construcțiilor și infrastructurii, 387 ha - terenuri ale fondului silvic, 1361 ha - terenuri ale localităților.

### Hidrografie
Tighina este amplasată pe malul drept a fluviului Nistru. Până la oraș, Nistrul coboară pe o pantă ceva mai repede; de aici la mare, panta este foarte slabă: 5 m la 114 km în linie dreaptă sau 43 mm la 1 km. O ușoară înălțare a nivelului Mării Negre (de 5 m) ar duce apele acesteia până la Tighina, ceea ce ar fi realizabil la o mare cu un flux mai puternic . În anii ’70 ai secolului al XX-lea, au fost înălțate digurile de mal, reducând până la minim inundațiile, dar nu le-au exclus pe deplin. Lunca Nistrului se găsește astăzi într-o fază de acumulare, cu excepția pragurilor văii. De la Tighina la vale, terasa nu se mai poate urmări morfologic, ea coboară mereu în urma scufundării regiunii dinspre Marea Neagră .

## Istorie

### Arheologie
Cercetările arheologice ne permit să afirmăm că cei dintâi locuitori ai orașului au fost triburile geto-dacice, urmele cărora au fost descoperite în regiunea cetății Tighina, precum și în satele din apropiere – Chițcani și Varnița . Pe teritoriul orașului au fost descoperite diferite materiale arheologice din epoca timpurie a fierului, secolele IV-III î.e.n. După cucerirea geto-dacilor de către romani și formarea provinciei Dacia, pe vatra actuală a Tighinei au apărut 3 așezări umane: unul pe locul palatului de cultură, altul în suburbia Hamutovca, iar al treilea pe locul cetății de piatră . Pe vatra din Hamutovca, la suprafața solului au fost găsite bucăți de lut ars, care provin de la casele făcute din nuiele și unse cu lut, resturi de vase din lut și alte obiecte ale perioadei menționate . Pe celelalte vetre au fost colectate diferite obiecte, în special vase de argilă, din perioada romană. Localitățile s-au menținut până la invazia hunilor în 376 e.n. 

### În componența Moldovei

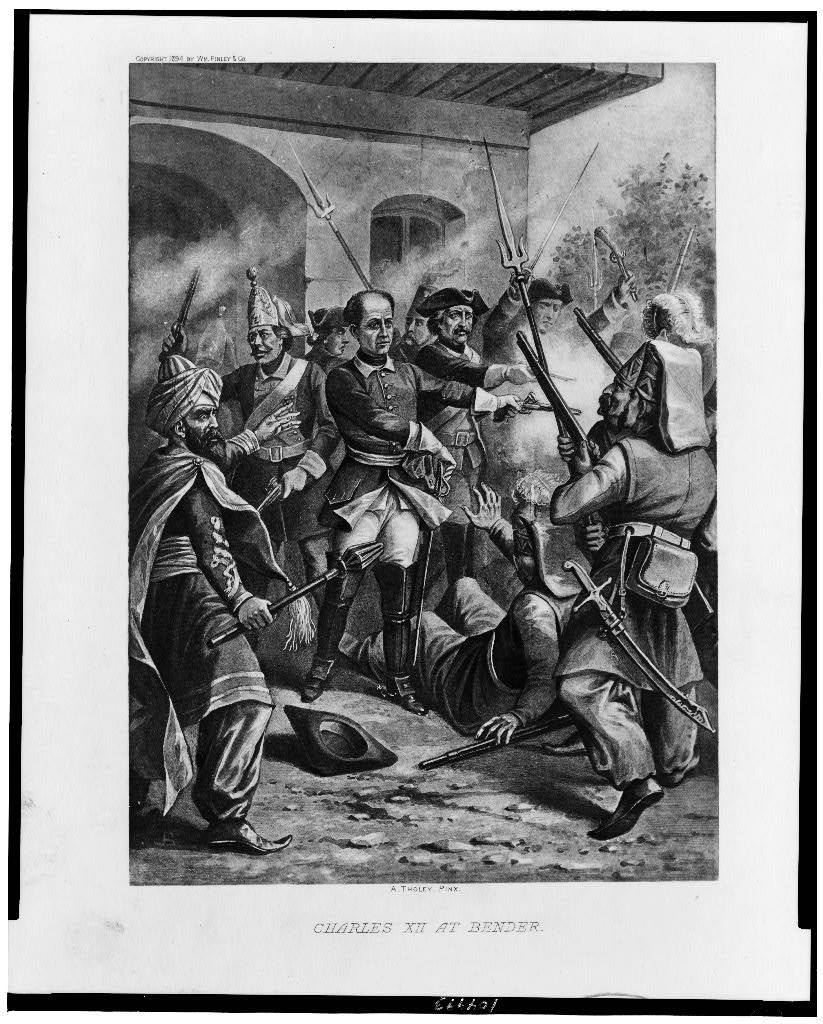
Carol al XII-lea al Suediei în timpul Încăierării de la Bender

Unii cercetători presupun că istoria Tighinei începe încă din timpurile străvechi și că prin secolul al XII-lea negustori genovezi ar fi întemeiat aici o factorie, un punct comercial de schimb cu țările străin. Conform istoricului Vasile Spinei din Iași, vadul de la Tighina era protejat de o fortăreață autohtonă românească încă din secolele IX-XI. Împăratul bizantin Constantin Porfirogenetul menționează, în secolul X, un oraș pe locul actualei urbe. Conform istoricului Ion Chirtoagă, în timpul dominației cumane, secolele XI-XIII, orașul se numea deja Tighina, iar „Tighina” însemna în limba cumană „trecătoare” . Totuși, prima atestare documentară a orașului datează din 1408, din vremea lui Alexandru cel Bun. Într-un document, scris în limba slavonă, ce oferea diverse privilegii comercianților din Liov, orașul este menționat ca punct vamal cu denumirea Teghenecheciu [ТѦГѦНѦКѦЧЮ]:
„Din mila lui Dumnezeu, noi Alexandru voievod, domn al Țării Moldovei. Facem cunoscut cu această carte a noastră tuturor celor care o vor vedea sau o vor auzi că am încheiat cu sfetnicii și cu orășenii din târgul Liov și cu tot poporul lor și am făcut așezământ despre vămi, în țara noastră, și am încheiat cu dânșii ca să umble în țara noastră cu mărfurile lor. Și le-am rânduit vămi și le-am ușurat să dea vamă, în țara noastră, astfel. Mai întâi vama principală de la Suceava, la descărcare, pentru postav, de hrivnă trei groși....
...
Iar cine merge spre părțile tătărești va plăti pentru 12 cântare, în Suceava, o rublă de argint, în Iași treizeci de groși și în Cetatea Albă o jumătate de rublă de argint, iar cine nu merge la Cetatea Albă va da la Tighina ca și la Cetatea Albă, afară de plata trecătorii, iar la strajă de fiecare car câte doisprezece groși.

Iar cine va duce vite la tătari va plăti la vama principală, în Suceava, de vită patru groși, iar în Iași doi groși, iar la Tighina doi groși, iar pentru o sută de oi, în Suceava șaizeci de groși, iar în Iași treizeci de groși, iar la Tighina treizeci de groși. Aceasta este vama acestora ce se duc la tătari.
...

Și spre întăritură tuturor acestora, am poruncit credinciosului nostru, Brateiu logofătul, să scrie și să atârne pecetea noastră cea mare către această carte a noastră.

La Suceava, în anul 6619 <1408> octombrie 6.”
La 24 februarie 1452, Alexandru cel Bun confirmă mănăstirii Bistrița hotarul ei de pe râul Botna, împreună cu toate iezerele, cu două mreje pe Nistru și cu o prisacă, interzicând, totodată, dregătorilor domnești de la Tighina să mai încaseze, în hotarul călugărilor, plățile vamală și pentru vite. În aceste document denumirea vămii este scrisă Teghina.
Ca cetate de frontieră Tighina s-a dezvoltat în timpul domniei lui Ștefan cel Mare, care a construit o cetate din pământ și lemn – o palancă, pentru a apăra trecătoarea de tătari , și a lui Petru Rareș. Cetățuia de pământ era, probabil, rotundă sau semicirculară, avea șanț și val de apărare, iar în poala valului din interiorul cetății erau făcute locuințe de tip bordei. Acest lucru este demonstrat de săpăturile care au descoperit urmele unei locuințe arse și de diferite obiecte de uz casnic din sec. XV – XVI . La sfârșitul sec. XIV - începutul sec. XV, pe locul unde mai înainte fusese punctul vamal, a fost întemeiat orașul cu același nume.

### Raia turcească
În anul 1538, Petru Rareș se ridică împotriva Porții Otomane, refuzând să mai plătească tributul anual. Trădat de boieri, ia calea pribegiei și se refugiază în Cetatea Ciceu din Transilvania. În același an, sultanul Porții, Soliman I, zis Magnificul, în expediția împotriva lui Petru Rareș, intră fără luptă în Tighina și o transformă, împreună cu 18 sate din jur, în raia . Devenind reședință de raia turcească, vechiul nume e substituit cu altul nou, Bender, adică oraș fluvial. Până la cucerire, Tighina fusese centrul administrativ-militar al Ținutului Lăpușna, transferat ulterior la Târgul Lăpușna.
Din porunca lui Soliman I, după proiectul arhitectului Cogi Mimar Sinan, cetatea este refăcută și lărgită, lucrările de reconstruire fiind finisate în anul 1541 și transformată într-un avanpost bine întărit de luptă. Cetatea a fost construită după modelul cetăților de tip bastion din Europa de Vest. În sec. XVII era deja o fortificație puternică de apărare compusă din trei părți: citadela, partea de sus și partea de jos a cetății . Citadela din piatră are în interior ziduri groase, de forma unui pătrat, cu o singură intrare dinspre vest. Are o suprafață de 2 hectare și 8 turnuri cu zid estic ridicat chiar pe malul Nistrului. Partea exterioară e cetate de pământ de forma unui pentagon neregulat, alcătuit dintr-un șanț adânc, căptușit din piatră și dotat cu subterane. Valul are 10 bastioane și 6 porți încercuiește o suprafață de 60 de hectare cu numeroase clădiri .
În vara anului 1574 Ion Vodă cel Viteaz o asediase cu armata sa, apoi în 1595 și 1600 făcuse două încercări și Mihai Viteazul. În aceeași perioadă, Tighina a fost atacată și de cazacii zaporojeni. Grigore Ureche a scris din cele petrecute aici, în 1574 și respectiv în 1584: „Ion-vodă văzându atâta supărare dispre turci, umplându-să de mânie, cu foc au arsu Tighina și Cetatea Albă și multă pradă au făcut și mulți robi și plean au scos. ...strânsu-s-au cazacii și fără veste au lovit la Tighine, de o au arsu și o au prădat-o și au robit pre cei tineri, fete, copii, iar pre alții, până la unul i-au tăiatu...”. (Letopisețul Țării Moldovei, Chișinău,  1990, p. 105, 113).
La începutul sec. XVIII cetatea a început a fi lărgită, cum descrie Ion Neculce: „De vară s-au mutat Isuf-pașe de la Babá cu sarascherlicul la Tighine, puindu pricina zorbalicul tătarilor. Și vădzându că este vrajbă în Țara Leșască, n-avè cine-i sta împotrivă, să nu facă sarascherlâc la Tighine. Deci s-au apucat a tocmi cetatea ș-a o mări ș-a o lărgi, de-au lucrat câțiva ani, precum se vede, cu ceste 2 țări. Și pe tătari au început a-i călca ș-a-i pune a lucra la cetate de-a valma cu creștini. Și i-au făcut de-u plătit toată paguba ce făcusă raialei la Tighine și la Reni. ... Vinit-au atunce poroncă de la Poartă de au dus multă somă și mare lemnu și greu la Tighine... Boieri au stătut toată vara cu Orheiul și cu Lăpușna și cu toți siimeni din curte, de-l tăiè. Și cu mare greu l-au rădicat păn-în iarnă. ... Iară la anul, de primăvară, vinit-au poroncă de la Poartă la Antioh-vodă să margă să lucredzi la Tighine. Deci îndată s-au rădicat cu toată boierimea și cu salahori și s-au dus la Tighine...”. (Letopisețul Țării Moldovei, Chișinău, 1990, p. 348, 360-361). În 1709 la Varnița, trecând prin Tighina, se refugiază Carol al XII-lea al Suediei împreună cu căpetenia cazacilor, Ivan Stepanovici Mazepa, după înfrângerea în războiul cu Rusia. Regele suedez spera să primească  sprijinul sultanului în continuarea luptei sale împotriva țarului Petru și a armatei rusești, speranță care s-a și realizat, deși doar parțial. Despre acestea, Ion Neculce scria: „... au luat moscalii Rîga de la șvedzi. Și alte cetăți multe șfedzești le tot băte și le lua, că Șvedul atunce, în nădejdea Turcului, era la Tighine pribagu. ... Multe mestecături, turburări și îndemnări au făcut, ca să strice turcii pacea cu moscalii. Ce veziriul nu priimiè să strice pacea. ... Și au făcut și ferman să de Moldova zahară oștii leșești și șvedzești ce era la Tighine: ialoviți, ordzu, grâu, făină, cât le-a trebui. ... s-au bucurat craiul Șvedului și ținè acea carte de adeverința împăratului tot la sân, la dânsul. La care mai pre urmă s-au schimbat într-alt chipu acea adeverință împărătească turcească...”. (Letopisețul Țării Moldovei, Chișinău, 1990, p. 370-371). Mai mult, Carol al  XII-lea să oferit să sară în luptă cu mica sa trupă împotriva Rusiei de partea armatelor Imperiului Otoman atunci când se va  ivi ocazia. Ocazia s-a ivit în  1711, cu ocazia războiului ruso-turc al cărui luptă decisivă a avut loc la Stănilești. Carol al  XII-lea, însă, a ajuns la locul de luptă doar în a două zi după eveniment. În 1713, la Tighina s-a desfășurat o luptă între forțele lui Carol al XII-lea al Suediei și armata otomană. Turcii l-au ținut ostatic pentru a obține bani și pentru a exploata dificultățile politice din Europa centrală.

### Perioada țaristă

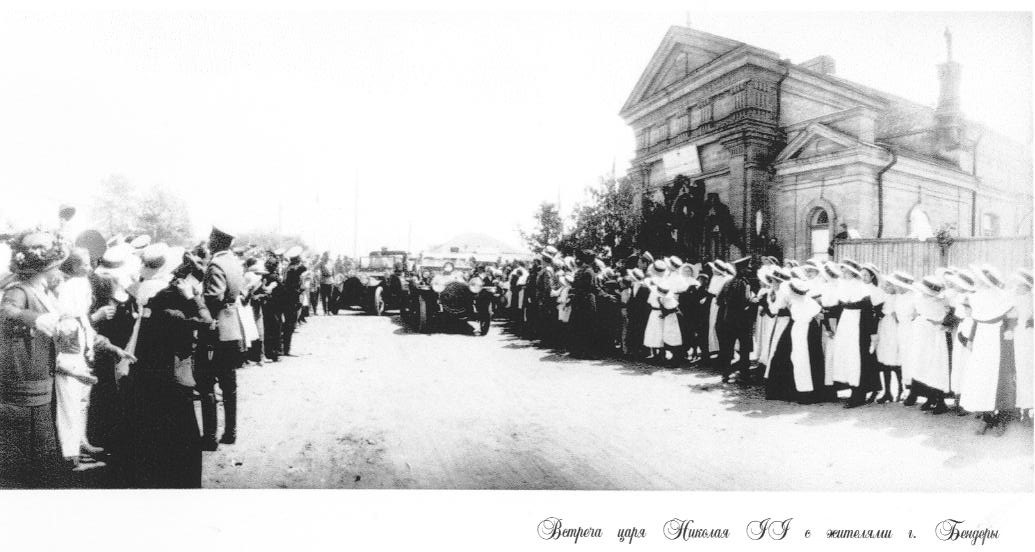
Vizita lui Nicolae al II-lea la Tighina

În urma războiului ruso-turc din 1806-1812, Moldova dintre Prut și Nistru, numită ulterior Basarabia, a fost anexată de către Imperiul Rus. Tighina este vizitată de poetul rus Aleksandr Pușkin în 1821, care se afla în exil în Basarabia. La Tighina acesta a discutat cu cazacul Iskra, în vârstă de 135 de ani, care i-a relatat istoria întrevederii cu regele suedez Carol al XII-lea. Așa se face că în poemul „Poltava” Pușkin menționează Basarabia .
În 1825 se construiește Catedrala „Schimbarea la față”. În perioada țaristă Tighina cuprinde următoare cartiere: Priteahailăuca, Lipcani, Boriseuca și Ghâști.
La începutul secolului al XX-lea în Tighina sistemul de învățământ era reprezentant de un progimnaziu de fete; o școală primară județeană și câteva școli elementare. La 1901 în Tighina funcționa o fabrică de crupe; 2 mori cu aburi și 14 de vânt; o fabrică de bere; 2 fabrici mari de cherestea, cu un venit anual de 185.000 ruble; o fabrică de seu și câteva mai mici, care toate împreună dau un venit anual de 228.000 ruble. Orașul mai are 779 prăvălii, hanuri, hoteluri, cu un venit anual de circa 1.970.900 ruble.
La dezvoltarea economică a orașului a contribuit construcția în 1871 a căii ferate de la Tiraspol la Chișinău, cu podul peste Nistru. În 1874 a mai fost construită și calea ferată Tighina - Galați. Astfel, la sfârșitul sec. XIX Benderul devine unul din principalele centre de industrie și cultură din gubernia Basarabia.
Conform Dicționarului geografic al Basarabiei din 1902, Benderul e legat cu liniile ferate cari merg spre Chișinău, 56 verste, spre Odesa, 108 verste; spre Varnița, port de grâu de pe Nistru, 5 verste și spre Reni 330 verste. Populațiunea după estimările aproximative din anul 1902 constituia 35.400 locuitori. Această populațiune etnic se împarte astfel: ruși și ruteni 15.000 locuitori; români - 10.000 loc.; evrei - 8.000 loc; diferite naționalități 2.000 loc., locuind în 1568 case. Suprafața ce ocupă actualul oraș, împreună cu mahalalele, este de 5.657 deseatini, din care 195 deseatini sunt edificiile și zidurile vechei fortărețe. Orașul propriu zis ocupă suprafața, pe care altă dată era Caravan-Sarai al Turcilor; mahalalele orașului sunt: Pritcahailăuca, Lipcani, Boriseuca și Gâști.
Ponderea estimativă a etniilor în 1902
     Români (28,3%)
     Ruși și ucraineni (42,3%)
     Evrei (22,6%)
     Alte etnii și nedeclarată (6,8%)
În 1902, orașul poseda următoarele instituții de învățământ: un progimnaziu de fete; o școală primară județeană, și câteva școli elementare. În oraș activau o fabrică de crupe; 2 mori cu aburi și 14 de vânt; o fabrică de bere; 2 fabrici mari de cherestea cu un venit anual de 185000 ruble; o fabrică de seu și câteva mai mici, care toate împreună produc un venit anual de 228.000 ruble. Orașul mai avea 779 prăvălii, hanuri, oteluri, cu un venit anual de circa 1.970.900 ruble, după statistica din anul 1901.

### Eliberarea Tighinei din 1917-1918
Operațiunea de a alunga trupele sovietice din Bender (Tighina) a fost încredințată detașamentului 22, condus de lt. col. Macovescu. În executarea ei, s-au săvârșit unele greșeli, ceea ce a dus la o încleștare deosebită. Eroarea aparține M.C.G. și conducerii Diviziei 11, prin faptul că detașamentul era redus numeric față de inamic și nu s-a ținut cont de ostilitatea populației rusofone, precum și de specificul orașului prin cetatea militară medievală, oferindu-i dușmanului condiții prielnice de a duce lupte subterane.

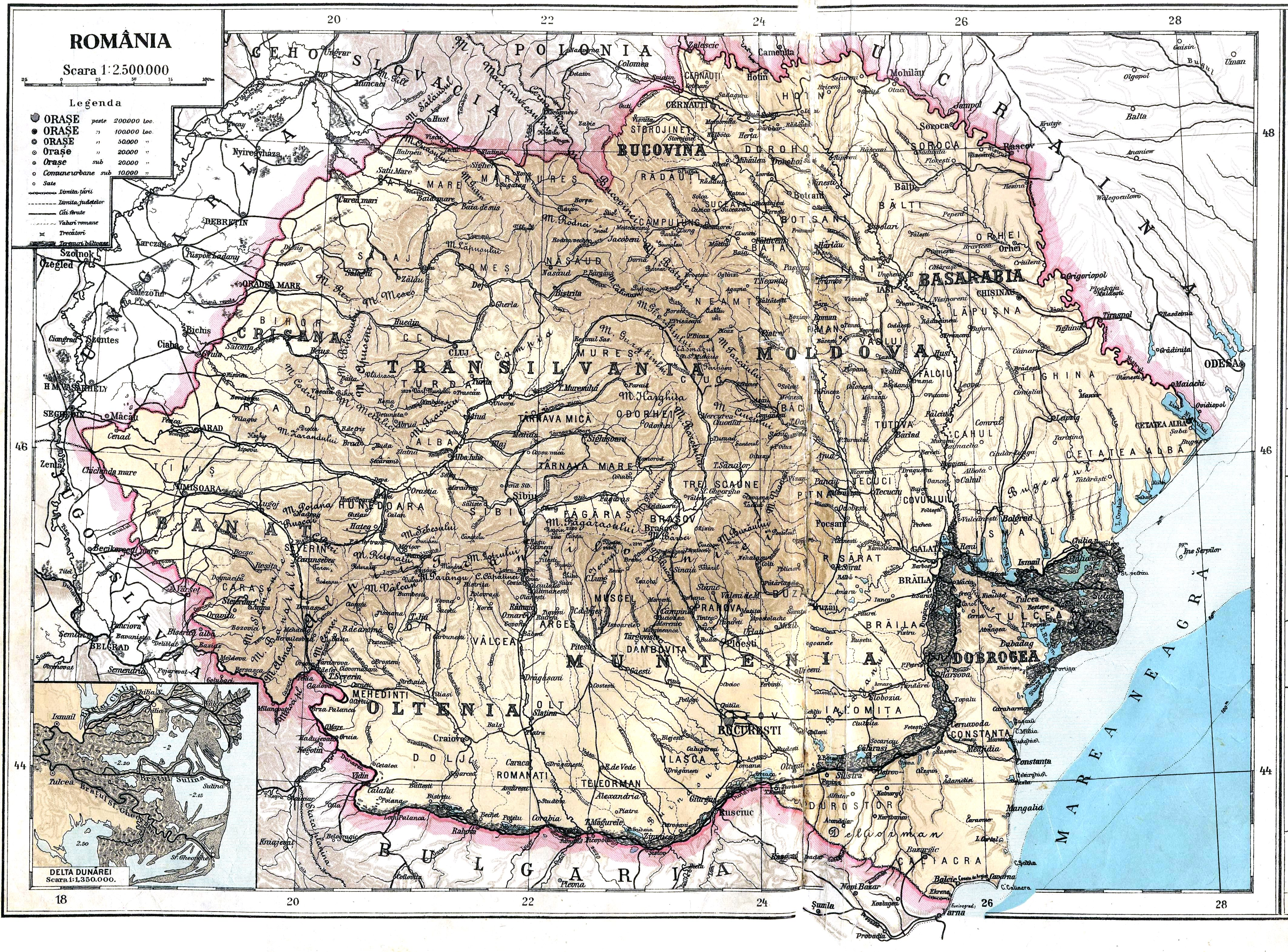
Tighina în componența României Mari

S-a pornit de la informații contradictorii și parțial inexacte:

1. în zonă se află doar un regiment de ucraineni pentru paza podului Tiraspol-Bender care au ocupat orașul.

2. în Bender e liniște, orașul nu este ocupat de inamic.

3. de la Prut la Chișinău, Divizia 11 fusese însoțită și de Brigada 22, podul și gara nu sunt păzite de sovietici .
„Brigada 22 era alcătuită, de fapt, dintr-un batalion de infanterie, două companii de pionieri, 1 escadron de cavalerie și o baterie de artilerie” .
Plecarea s-a făcut la 15 ianuarie, detașamentul înaintând în cursul zilei de 16 ianuarie pe dealurile din jurul Tighinei, a fost primit cu foc atât dinspre oraș cât și dinspre satele înconjurătoare. În seara de 16 ianuarie, trupele române ajung la est de calea ferată; dar din rațiunea de a nu fi atacați în timpul nopții, detașamentul a fost retras și cantonat în satul Bulboaca. Bolșevicii în schimb, voiau să încercuiască detașamentul român ca să-i rupă legăturile cu Divizia. Lt. col. Macovescu cere imediat întăriri, iar în dimineața de 17 ianuarie, comandantul diviziei a trimis ca întărire, încă un detașament, compus din 2 batalioane, condus de col. Meleca. Detașamentul are de înfruntat bande bolșevice, dar ajunge la destinație în seara zilei de 17 ianuarie. Apoi, generalul Broșteanu trimite încă un batalion, ajuns tot la Bulboaca, în dimineața zilei de 19 ianuarie. Detașamentul de la Tighina este compus din 4 batalioane, un escadron și 2 baterii. La 18 ianuarie, Divizia 11 trimite un detașament la Orghiev (Orhei) unde trupe înarmate de sovietici devastau și prădau depozitele. Două batalioane de voluntari ce sunt îndreptate spre Chișinău și Tighina sunt atacate de inamic și dezarmate în localitatea Căinari (40 km la sud de Chișinău) deoarece comandantul nu dăduse ordin să tragă nici un foc în caz de întâlnire cu inamicul. În ziua de 20 ianuarie, detașamentul declanșează atacul, ocupând localitățile Lipcani, Borisovka și Varnița, situate la nord de oraș. Sosesc și alte întăriri, detașamentul ajungând la 5 baterii, 5 batalioane și un escadron. Este declanșat un bombardament violent de artilerie asupra orașului, iar în ziua de 21 ianuarie, la ora 5 dimineața, detașamentul atacă prin surprindere și la 10 orașul este eliberat .
„Armata română capturează un imens material feroviar și de război, între care un depozit de artilerie, având 800 de tunuri – adăpostit în cetate și i-au produs inamicului mari pierderi de oameni: morți și răniți.”

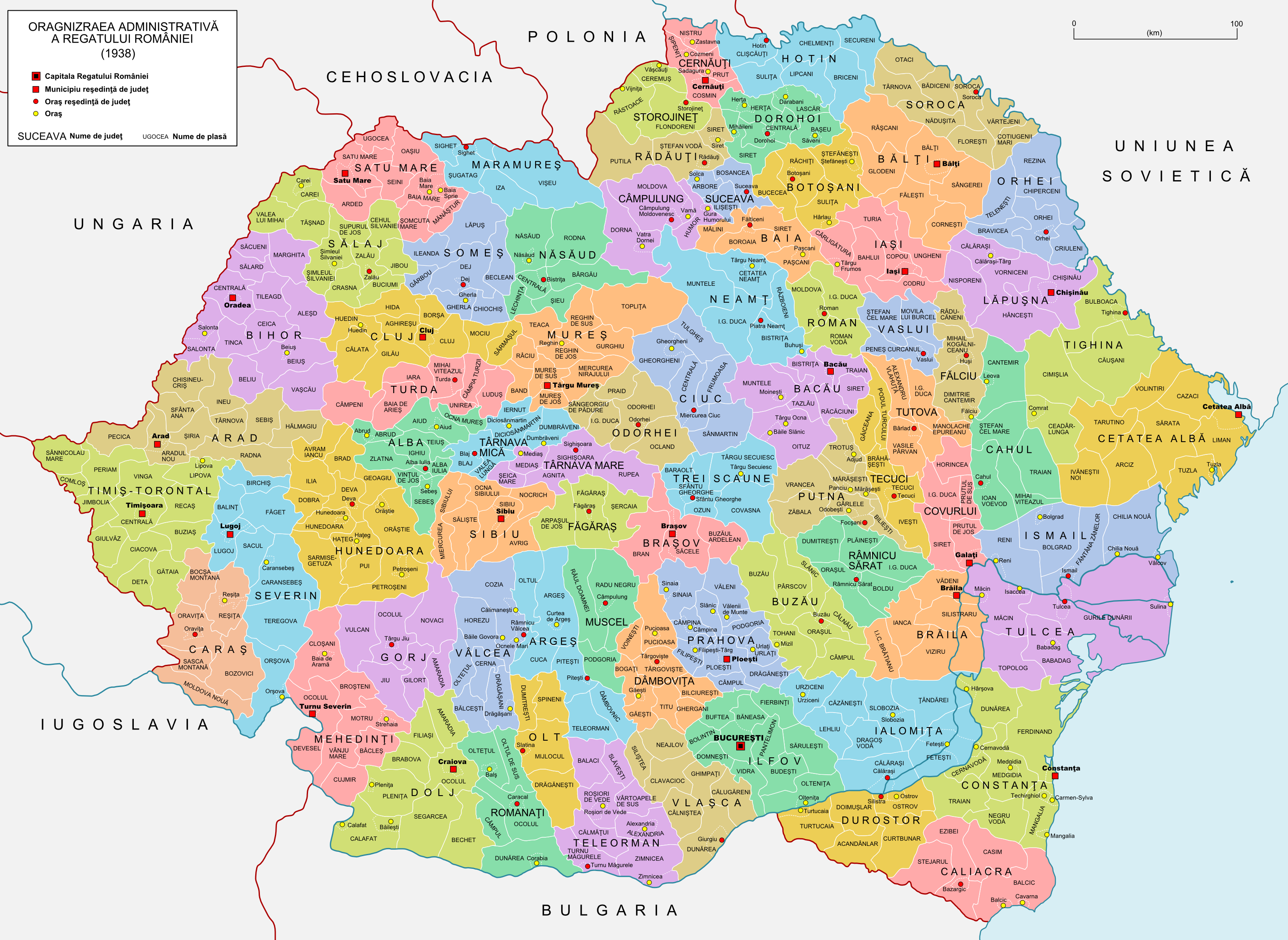
Harta administrativă a României interbelice

Sunt formate mici garnizoane pentru apărarea gărilor, localităților și materialelor, iar în Tighina este oprit doar un batalion. Artileria ocupă poziția Borisovca și Lipcani având obiectiv podul și satul Parcani. Este trimis un detașament de o companie și jumătate și o secție de artilerie în direcția S-E de Tighina, având misiunea de a alunga inamicul. Bolșevicii profită de dispersarea trupelor române și fiind bine informați, la 23 ianuarie, declanșează o puternică contraofensivă dinspre Tiraspol, folosind mașini militare blindate și tunuri pe care la trec cu ușurință peste podul rămas intact și nepăzit în mod corespunzător. Atacul surpriză determină trupele române să se retragă la Berezovca, abandonând pozițiile .

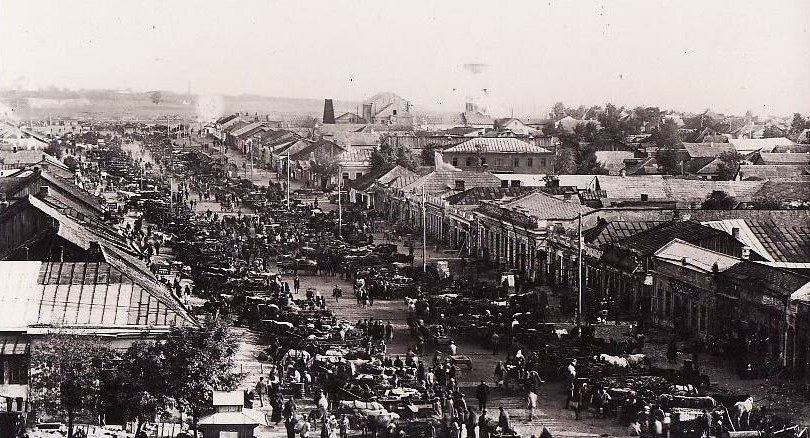
Piață (Bazar) în centrul Tighinei prin anul 1938

„A rămas pe loc doar o companie din Regimentul 57 Mehedinți, alcătuită din 62 ostași și 3 ofițeri, condusă de maiorul invalid Anghel Ciucu. Acest mic detașament a luptat eroic, baricadat în hrube și case timp de 3 zile, până la revenirea camarazilor lor.”
Trupele retrase se regrupează la Bulboaca, primesc întăriri – 2 batalioane și la 24 ianuarie, contraatacă.
„Înaintarea spre Tighina se face pe trei coloane:
- coloana din dreapta, de forța unui batalion, pe direcția Bulboaca – Gheorbanovschi – Tighina, având misiune de a face legătura cu Brigada 4 Roșiori, aflată în zona Fărlădari – Lișca și, împreună cu aceasta, să ajute la recuperarea Tighinei;
- coloana din centru, de forța a 5 batalioane și două baterii, atacă pe direcția Bulboaca - Tighina;
- coloana din stânga, de forța unui batalion și o baterie, pe direcția Bulboaca – Râșcani – Tighina”[29].

În dimineața de 25 ianuarie, la ora 6, cele trei baterii ale detașamentului, împreună cu baterie călăreață a Brigăzii 4 Roșiori, deschid un foc violent asupra Tighinei, iar peste 20 minute, infanteria pornește la atac. Înaintarea s-a făcut ușor până la liziera de vest a orașului, dar în localitate a fost grea, fiind primită cu foc dens din partea inamicului. Totodată, de pe malul stâng al Nistrului, dinspre localitatea Parcani, artileria inamică trage și ea spre Tighina. Între orele 11-12, orașul este recuperat de trupele noastre. Iar cele bolșevice și susținătorii lor, respinse peste Nistru, se retrag la Tiraspol. În această luptă, trupele române au pierdut 3 ofițeri și 138 trupă. Menționăm că în luptele de la Tighina în rândurile bolșevicilor au luptat și două sute de români, proveniți dintre dezertori și muncitori voluntari, membri ai batalionului revoluționar român din Odesa – organizat și condus de Cristian Racovski, Mihail Gheorghiu-Bujor ș.a.
„Benderul (Tighina) reprezenta un punct strategic militar de prima mărime pentru că, așa cum s-a arătat, de la el plecau căile de acces – ferate și rutiere – spre Chișinău și Iași, precum și spre sudul Basarabiei.”

### În componența României Mari

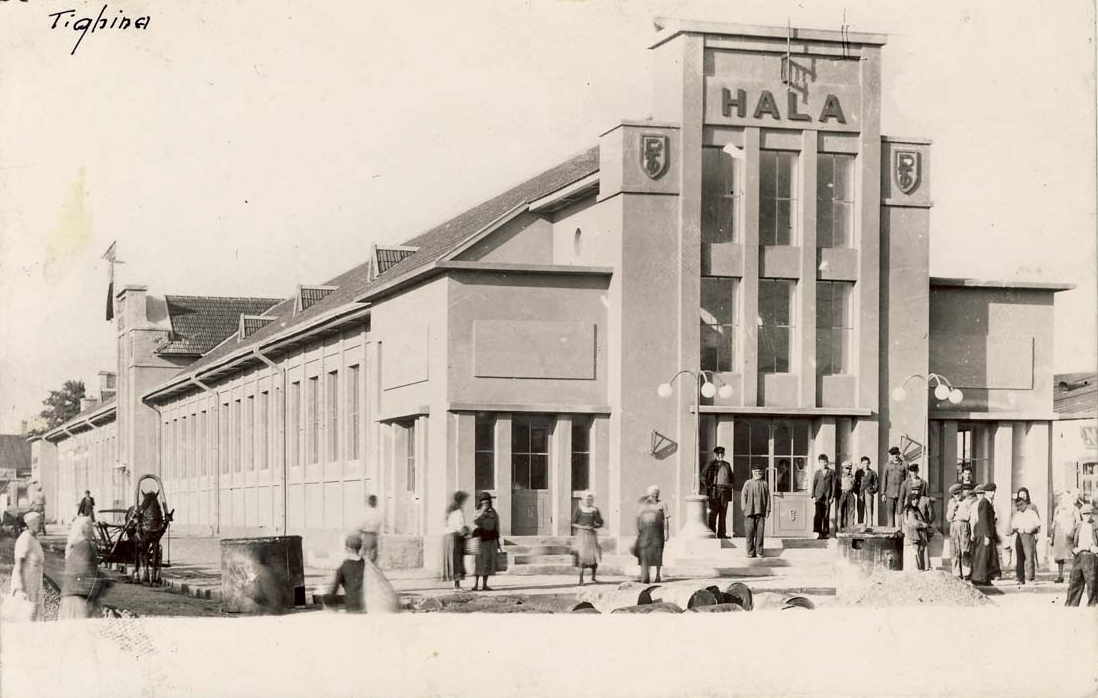
Hala din Tighina (clădirea a fost demolată în anii 1970 și înlocuită cu noua clădire a Oficiului Poștal Principal).

Până în 1940, și în anii 1941 - 1944 Tighina a aparținut României.
În anul 1924, primul ministru României, Ionel Brătianu, împreună cu o impresionantă delegație guvernamentală și parlamentară au efectuat vizite și întâlnirile publice la Chișinău, Orhei, Tighina și Cetatea Albă. În ziua de 11 aprilie, la ora 15.00 trenul un tren special cu delegațiunea oficială staționează la Tighina. Primul ministru Brătianu și membrii guvernului sunt invitați la sediul zemstvei orașului, unde s-a dat un banchet pentru trei sute de persoane. După banchet, primul ministru Brătianu și suita sa au vizitat cetatea din Tighina, unde au fost întâmpinați de o mulțime. Apoi au plecat spre Cetatea Albă.
Structura etnică a populației, 1930
     Români (17,4%)
     Ruși (48,16%)
     Evrei (26,3%)
     Ucraineni (4,3%)
     Polonezi (0,9%)
     Alte etnii și nedeclarată (2,94%)
La recensământul general al populației din 30 decembrie 1930 în orașul Tighina au fost înregistrați 31384 oameni, inclusiv: 5464 români; 24 unguri; 243 germani; 15116 ruși; 1349 ucraineni; 22 iugoslavi (sârbi, croați, sloveni); 170 bulgari; 19 cehi și slovaci; 309 polonezi; 8279 evrei; 37 greci; 1 albanez; 46 armeni; 2 turci; 40 găgăuzi; 24 țigani; 188 persoane au fost de alte etnii, nu și-au declarat naționalitatea 51 locuitori. 
Din punct de vedere lingvistic, structura populația a fost următoarea: limba română constituia limbă maternă pentru 4718 persoane, limba ungară – 20 pers., limba germană – 225 pers., limba rusă – 16566 pers., limba ucraineană – 1286 pers., limba sârbo-croată – 8 pers., limba bulgară – 78 pers., limbile cehă sau slovacă – 14 pers., limba poloneză – 219 pers., limba idiș – 8117 pers., limba greacă – 21 pers., limba albaneză – 2 pers., limba armeană – 11 pers., limba turcă și găgăuză – 26 pers., limba țigănească – 16 pers., alte limbi – 11 pers., nedeclarată – 46 pers.
În anii '30 industria era reprezentată de 5 mori, o fabrică de ulei, câte o fabrică de spirt, de bere, de bomboane, de săpun, de cărămizi. În sectorul bancar activau 10 instituții financiare: sucursala Băncii Naționale a României, Banca Românească, Banca Basarabiei, Banca populară agricolă, Casa de împrumut și păstrare etc.

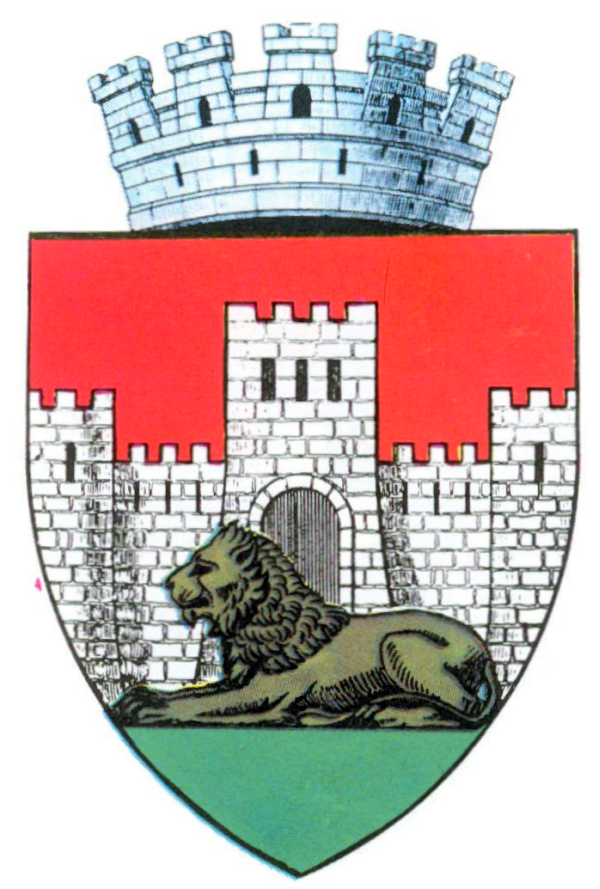
Stema Tighinei aprobată în 1931

Stema interbelică a orașului a fost aprobată prin decretului Regelui Carol al II-lea din 3 august 1931, cu următoarea descriere: „Pe scut roșu, o cetate crenelată, de argint, cu trei turnuri, cel din mijloc mai înalt; poarta și ferestrele închise. În față un leu de aur culcat spre dreapta; totul pe o terasă verde. Scutul timbrat cu o coroană murală de argint cu cinci turnuri. Reprezintă vechea cetate a Tighinei, celebră prin rezistența ei contra păgânilor.
La 23 august 1939 Uniunea Sovietică și Germania au semnat „Pactul Ribbentrop-Molotov”. Consecințele acestuia au fost dezastruoase pentru România, inclusiv și Basarabia. La data de 26 iunie 1940, Viaceslav Molotov a prezentat ministrului României la Moscova, Gheorghe Davidescu, nota ultimativă prin care sovieticii cereau autorităților românești să părăsească teritoriul Basarabiei și al nordului Bucovinei . La 28 iunie 1940, sovieticii au adresat României o noua notă ultimativă, prin care cereau ca evacuarea Basarabiei și a nordului Bucovinei, de către autoritățile române să fie realizată în patru zile. Populația din Tighina a fost anunțată abia în dimineața zilei de 28 iunie 1940, de intrarea iminentă a trupelor sovietice în Basarabia. Pe data 29 iunie 1940, Armata Roșie era deja în Chișinău .

### Anii celui de-Al Doilea Război Mondial
În perioada 26 iulie – 07 iulie 1941, Armata a IV-a a dus bătălia pentru cucerirea liniei Nistrului, forțând fluviul în zona Tighina-Dubăsari. După respingerea forțelor Armatei a IX-a sovietice în toate sectoarele frontului, marile unități române au ieșit cu elementele înaintate la țărmul Mării Negre, la 40–50 km nord-vest de Odesa .

### Perioada sovietică
După anexarea Basarabiei de către sovietici, orașele, inclusiv Tighina, s-au transformat în centre de deznaționalizare și rusificare a moldovenilor de la sat și de la oraș. În 1989 din cele 15 școli din Tighina nici una nu instruia și nu educa în limba română .
Structura etnică a populației, 1989
     Români (28,8%)
     Ruși (42,5%)
     Ucraineni (18,5%)
     Evrei (3,5%)
     Bulgari (2,7%)
     Alte etnii și nedeclarată (4%)
La ultimul recensământ din perioada sovietică din 1989, în orașul Bender au fost numărați 129.606 locuitori, dintre care moldoveni (români) 37.364 persoane, ruși – 55.033 per., ucraineni – 23.956 per., evrei – 4.595 per., bulgari – 3.583 per., găgăuzi – 1.554 pers., belaruși – 1.275 pers., germani – 504 pers., țigani 1 – 00 pers., alte naționalități – 1642 persoane.

### Tighina la etapa actuală
Din 1991 încoace, orașul aparține, de drept, Republicii Moldova, dar este administrată începând cu 1992 de autoritățile separatiste transnistrene susținute de Rusia.

## Populație
Tighina - evoluția demografică

030.00060.00090.000120.000150.00018971930195919792004populațiePopulația istorică din Tighina
Date: Recensăminte sau birourile de statistică - grafică realizată de Wikipedia

### Structura etnică
Componența etnică a municipiului Tighina
     Ruși (43,35%)
     Moldoveni (români) (25,09%)
     Ucraineni (17,98%)
     Bulgari (3,16%)
     Găgăuzi (1,09%)
     Alte etnii (9,59%)
La recensământul românesc din 1930 au fost numărați 31.384 locuitori, din care: 15.116 ruși, 8.279 evrei, 5.464 moldoveni/ români, 1.349 ucraineni, 309 polonezi, 243 germani, 170 bulgari, 46 armeni, 40 găgăuzi, 37 greci etc.
La recensământul sovietic din 1989 au fost numărați 138.000 locuitori, din care: 57.800 (41,9%) ruși,  41.400 (29,9%) moldoveni/ români, 25.100 (25,1%) ucraineni, 3.800 (2,8 %) bulgari, 1.600 găgăuzi (1,2%) și 8.300 (6%) alte etnii.
| Grup etnic     | Populație | % din total* |
| -------------- | --------- | ------------ |
| Ruși           | 43.431    | 43,35%       |
| Moldoveni      | 25.135    | 25,09%       |
| Ucraineni      | 18.006    | 17,98%       |
| Bulgari        | 3.164     | 3,16%        |
| Găgăuzi        | 1.091     | 1,09%        |
| Belaruși       | 732       | 0,73%        |
| Evrei          | 385       | 0,38%        |
| Germani        | 264       | 0,26%        |
| Polonezi       | 202       | 0,2%         |
| Armeni         | 189       | 0,19%        |
| Țigani (Rromi) | 137       | 0,14%        |
| Alții          | 7.471     | 7,46%        |

## Economie
Tighina este un important centru industrial. Aici sunt amplasate mai multe fabrici, precum Floare Tighina (producție de încălțăminte) sau Moldavkabel (producție de cabluri electrice).

## Transport
Este un important nod feroviar și un port pe Nistru.

### Troleibuze

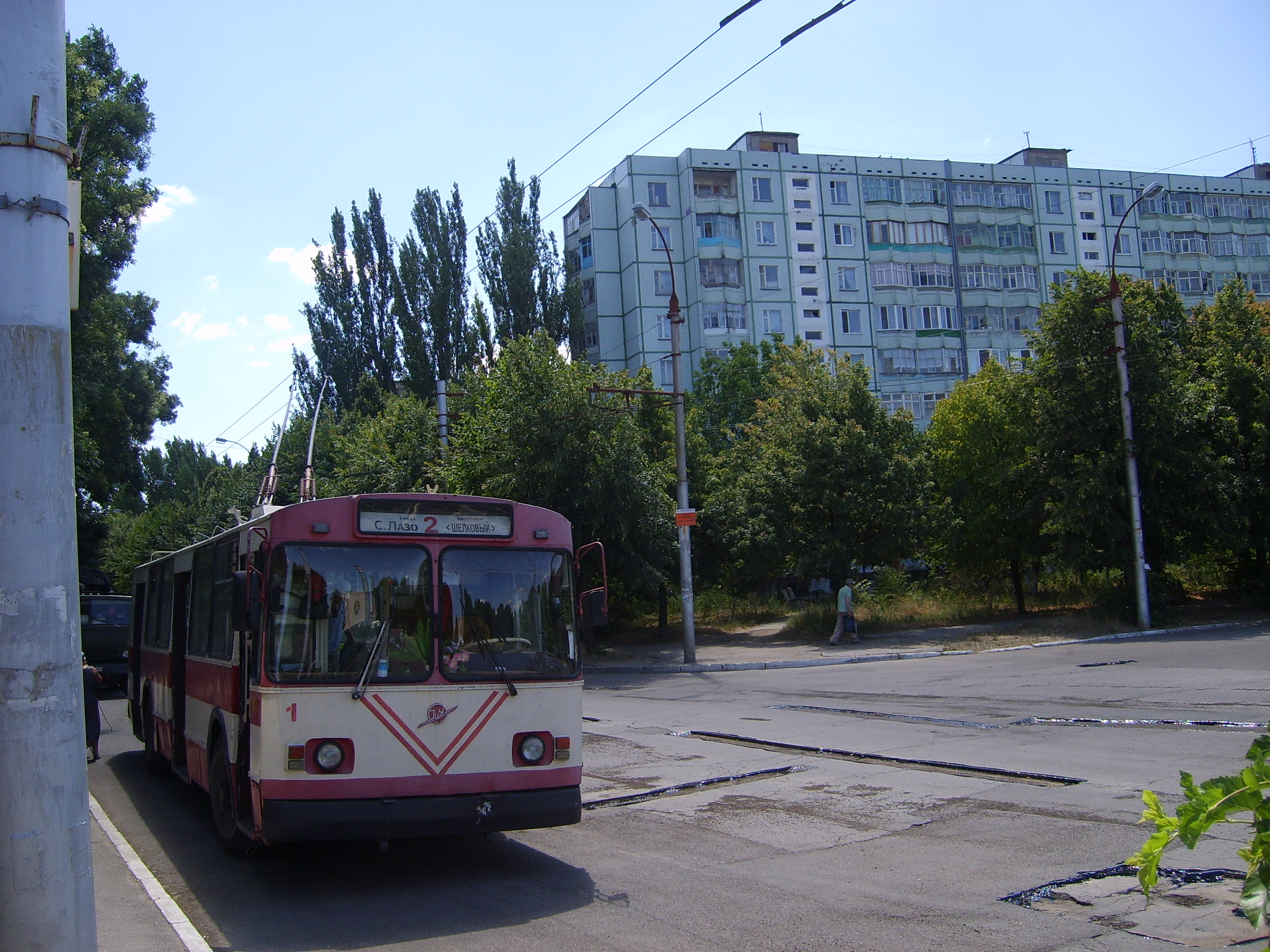
Troleibuz din Tighina

| Ruta    | Ruta                                                                    | Lungimea | Data dării în exploatare | Model                                    | Deservit de          |
| ------- | ----------------------------------------------------------------------- | -------- | ------------------------ | ---------------------------------------- | -------------------- |
| Line 1  | str. Lazo — sectorul Solnecinîi                                         | 9.6 km   | 1995                     | ЗиУ-682 și ЗиУ-682ГМ                     | МУП «БТУ»            |
| Line 2  | str. Lazo — sectorul Șolkovîi (Combinatul de mătase)                    | 12 km    | 6 noiembrie 1998         | ЗиУ-682 și ЗиУ-682ГМ                     | МУП «БТУ»            |
| Line 3  | str. Lazo — sectorul Leninski                                           | 7.7 km   | 2000                     | ЗиУ-682 și ЗиУ-682ГМ                     | МУП «БТУ»            |
| Line 4  | str. Lazo — sectorul Borisovca (tur-retur; după acele ceasornicului)    | 12.4 km  | 17 decembrie 2002        | ЗиУ-682 și ЗиУ-682ГМ                     | МУП «БТУ»            |
| Line 5  | str. Lazo — sectorul Borisovca (tur-retur; contra acelor ceasornicului) | 12.7 km  | 8 noiembrie 2008         | ЗиУ-682 și ЗиУ-682ГМ                     | МУП «БТУ»            |
| Line 19 | Bender, str. Lazo — Tiraspol, piața Teatrală                            | 24.8 km  | 19 iunie 1993            | ЗиУ-682, ЗиУ-682ГМ, МАЗ-103Т și АКСМ-321 | МУП «БТУ», МУП «ТТУ» |

## Personalități
- Lev Berg (1876–1950), zoolog și geograf;
- Jerzy Neyman (1894–1981), matematician și statistician polonez-american;
- Liuba Chișinevschi (1911–1981), om politic
- Iacov Iardor (1912–1997), avocat româno-israelian și activist sionist
- Mark Kișinevski (1917–1993), chimist sovietic;
- părinții lui Aharon Davidi (1927–2012), general israelian de parașutiști;
- Iuliu Edlis (1929–2009), scriitor, dramaturg și disident;
- Tamara Buciuceanu (1929–2019), actriță română;
- Ilarion Ciobanu (1931–2008), actor român;
- Iulia Buciuceanu (1931–2022), mezzosoprană română;
- Emil Constantinescu (n. 1939), președinte al României în perioada 1996-2000;
- Fedosei Ciumacenco (n. 1973), atlet.
- Nicolai Lilin (n. 1980), scriitor și artist tatuator italiano-moldovean.

## Galerie de imagini

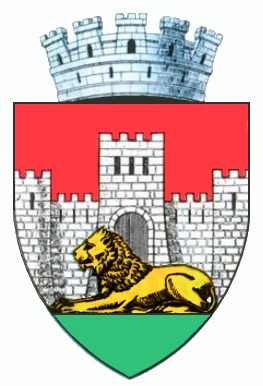
Stema românească a orașului Tighina
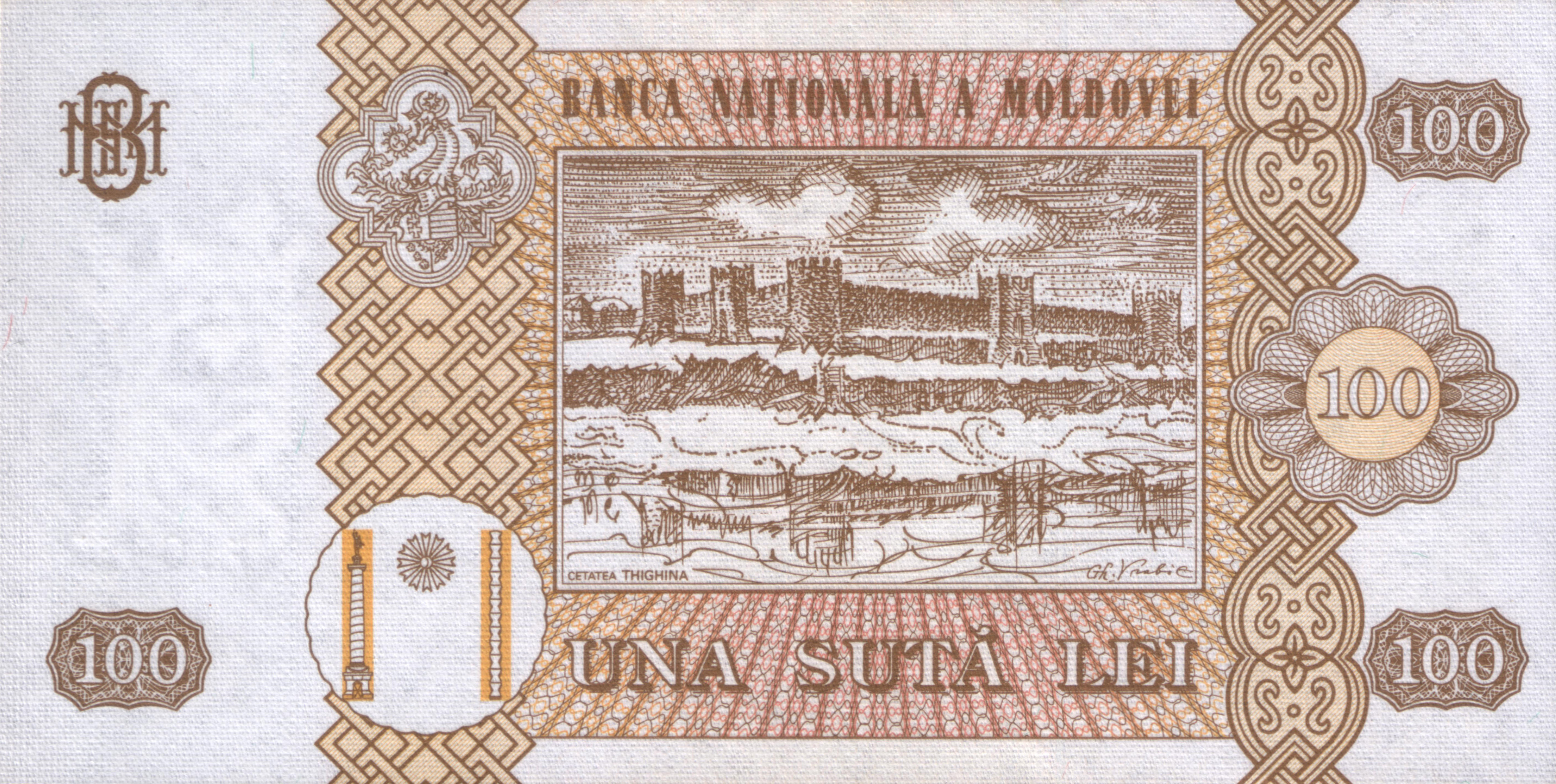
Cetatea Tighina pe bancnota de 100 lei moldovenești
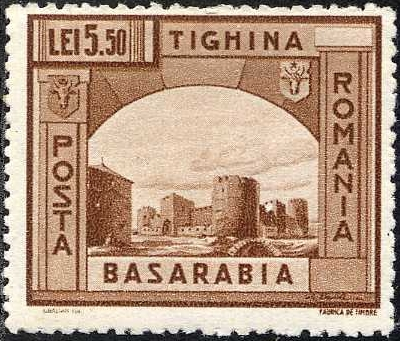
Cetatea Tighina reprezentată pe o marcă poștală emisă la 1941 de Poșta Română, cu ocazia eliberării Basarabiei din ghiarele sovietice
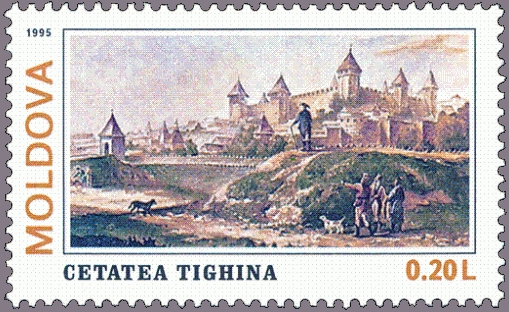
Cetatea Tighina reprezentată pe o marcă poștală emisă la 1995 de Poșta Moldovei
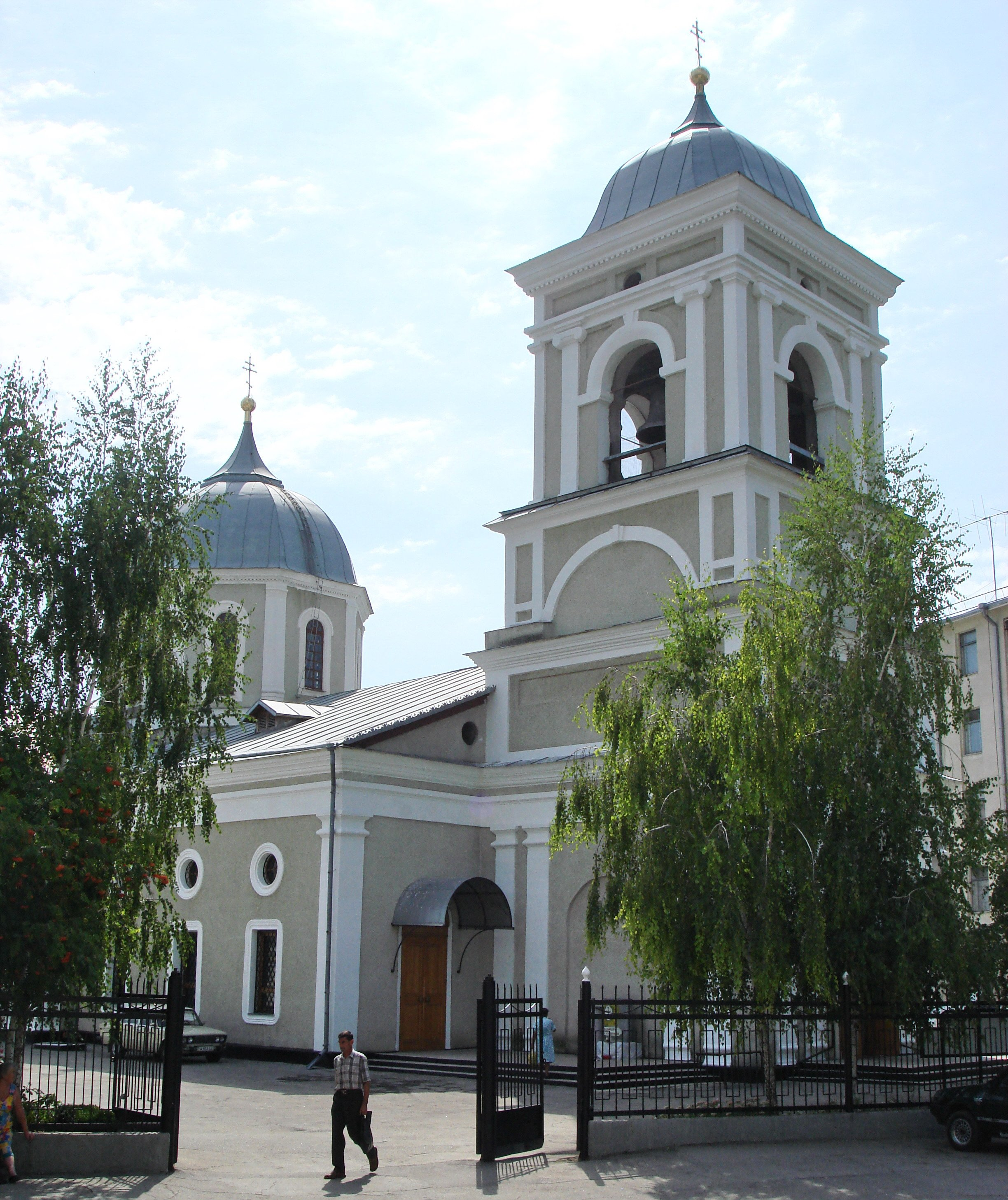
Catedrala Schimbarea la Față din Tighina, în 2012
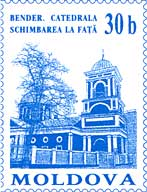
Catedrala „Schimbarea la față” din Tighina pe o marcă poștală emisă la 2001 de Poșta Moldovei
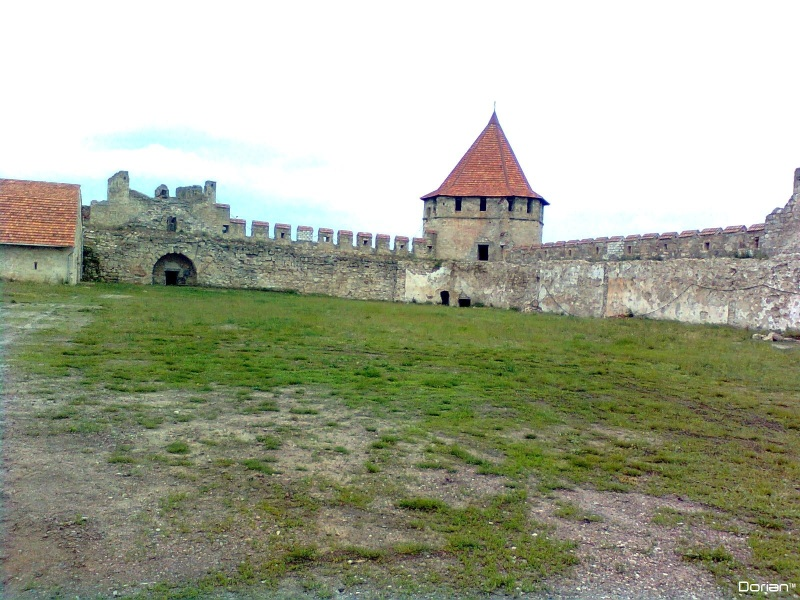
Curtea Cetății Tighina
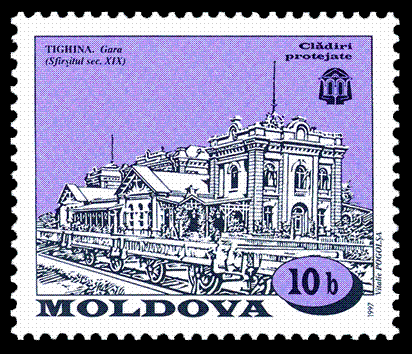
Gara Tighina
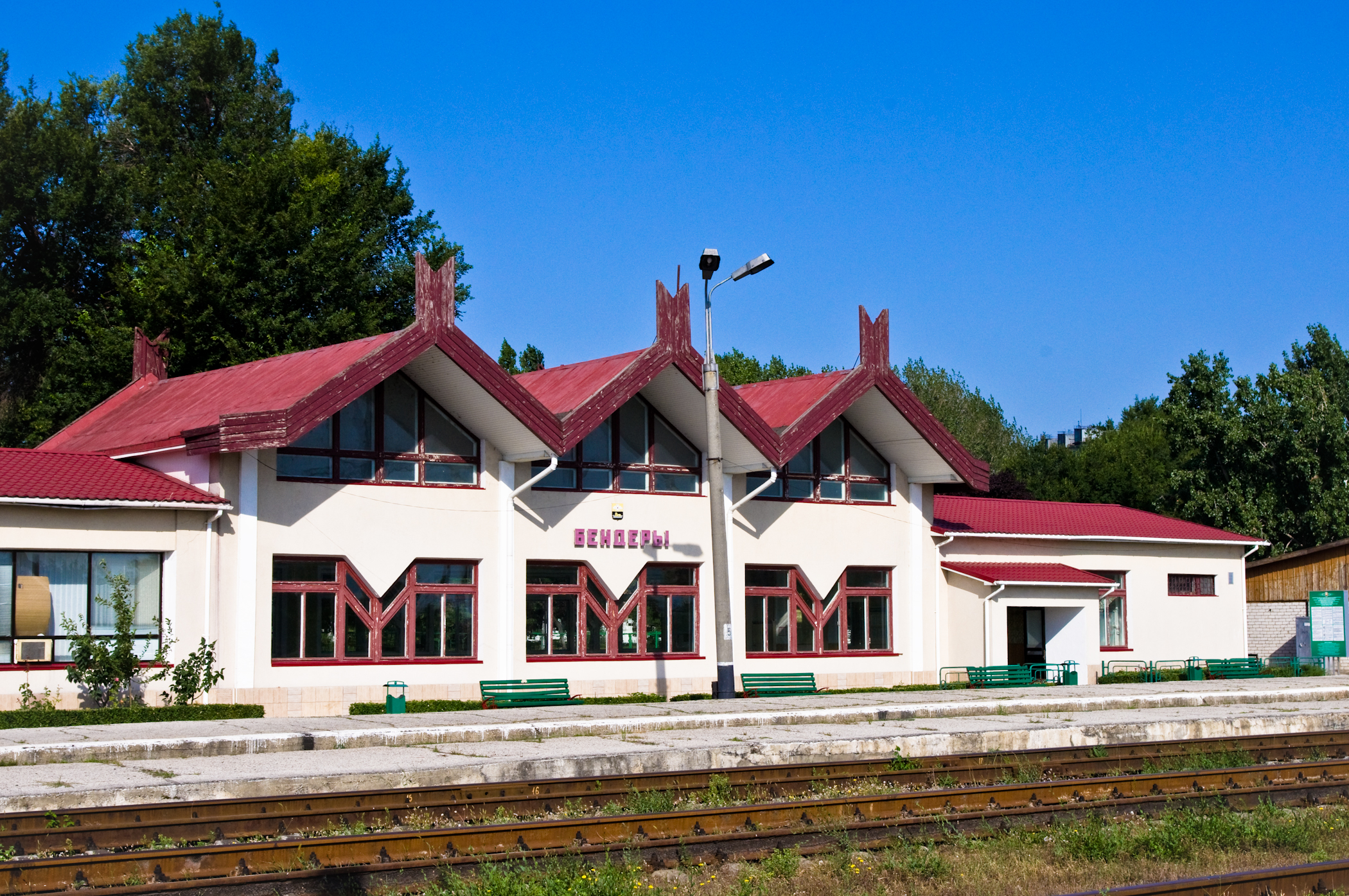
Stația feroviară Tighina-2
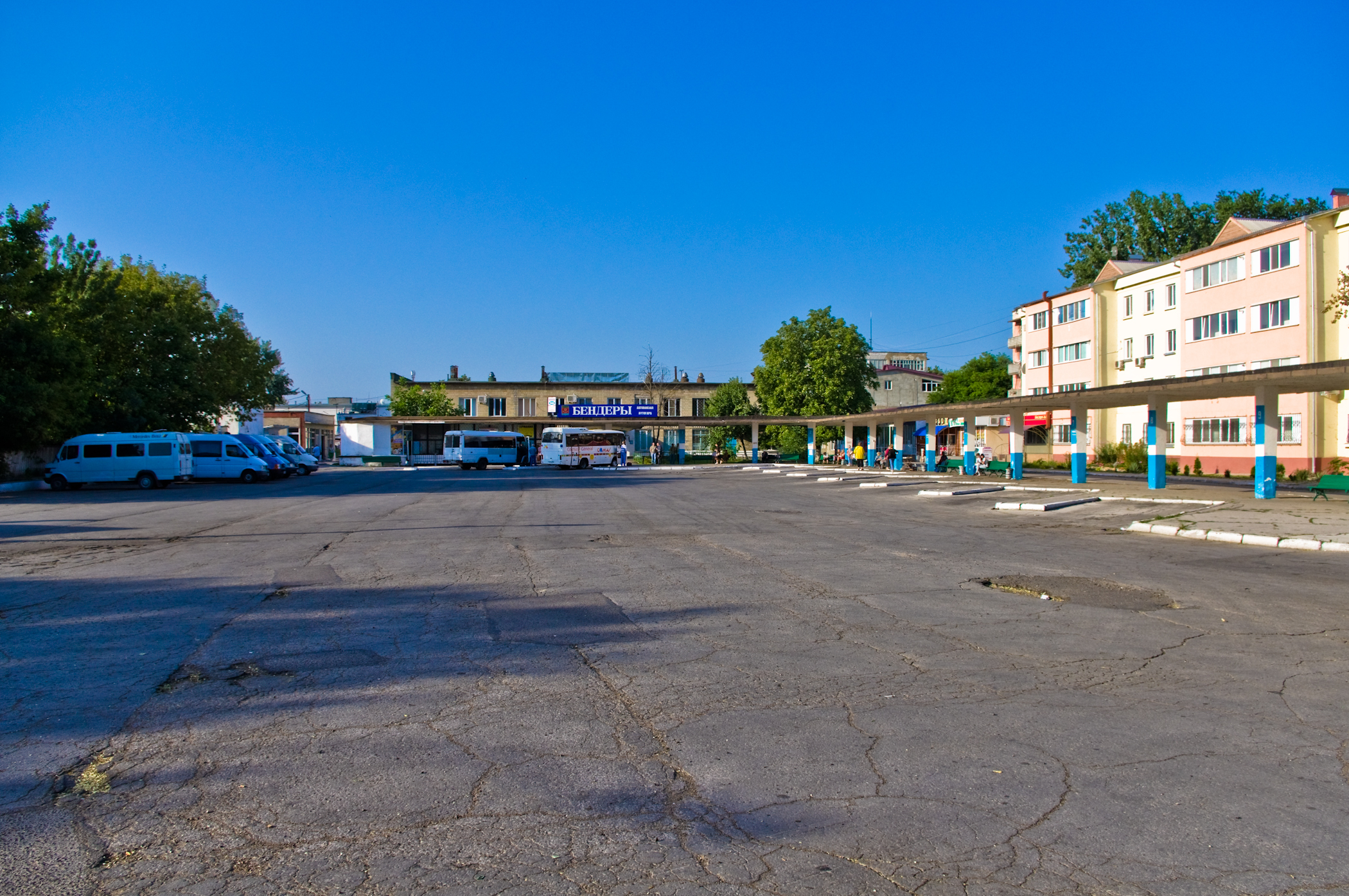
Autogara
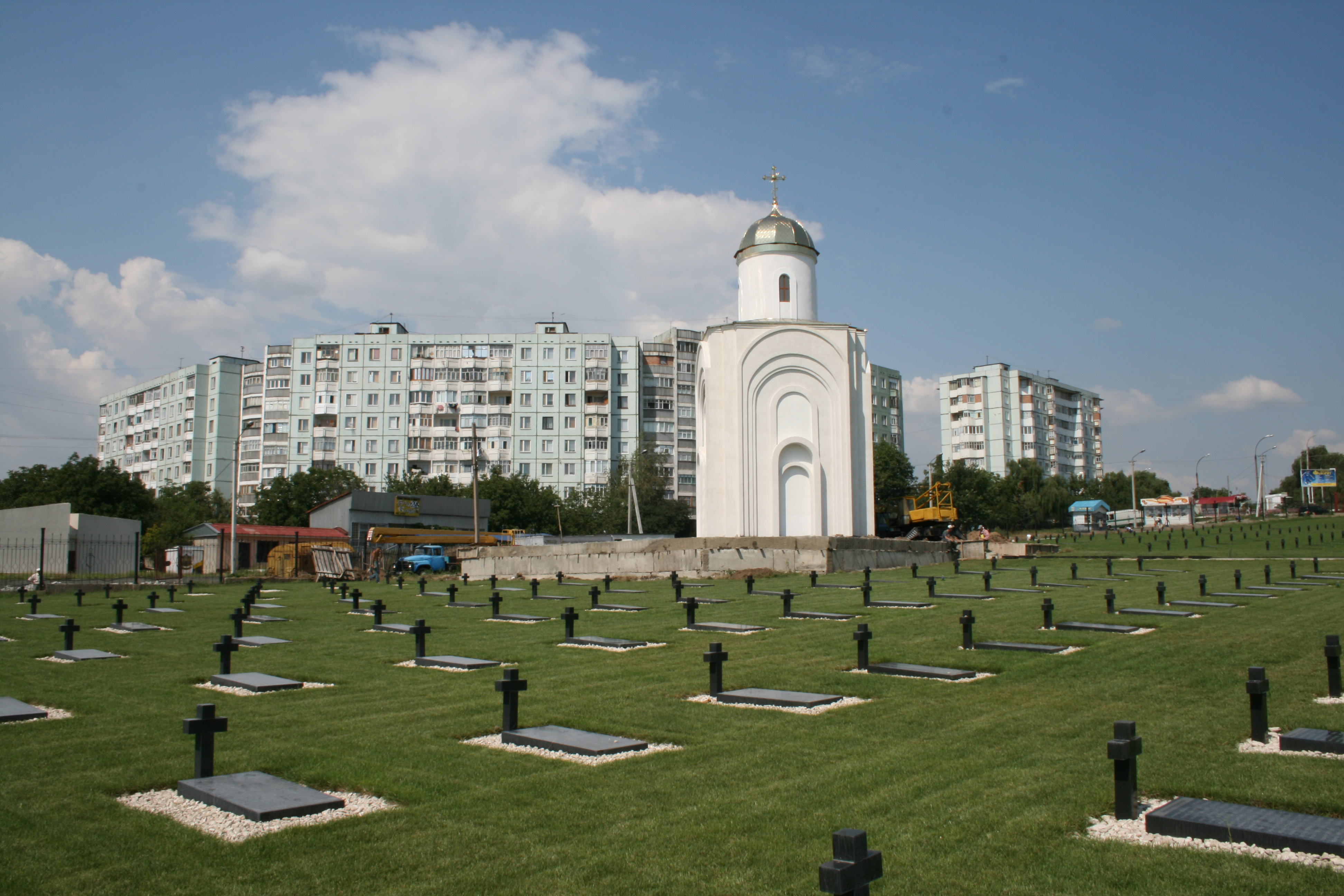
Cimitirul „Dragalina”
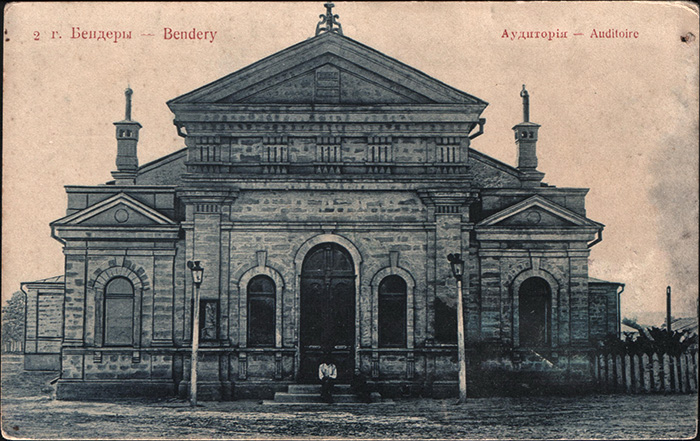
Auditoriul în 1916
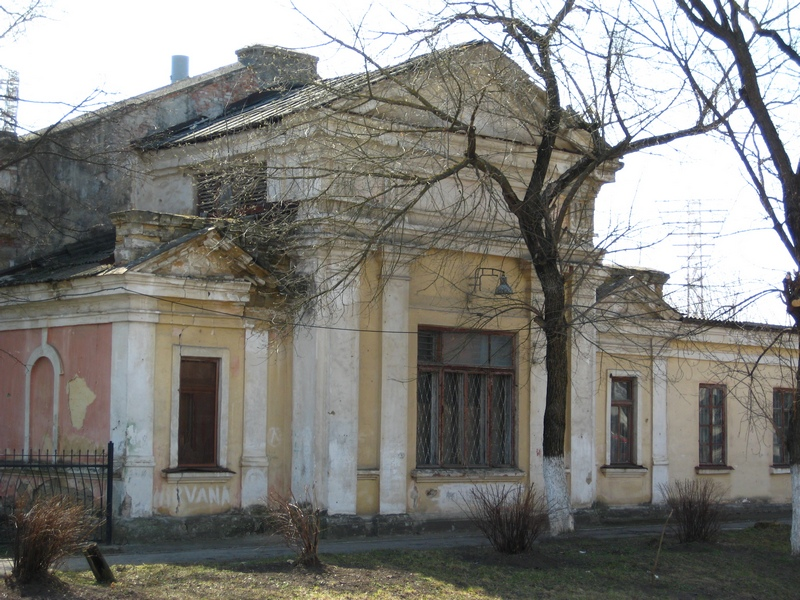
Auditoriul (astăzi)
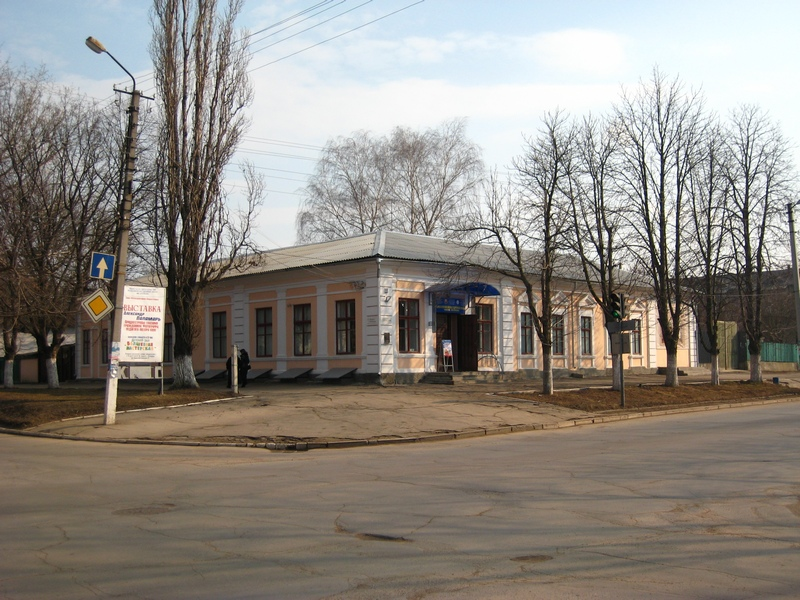
Pinacotecă
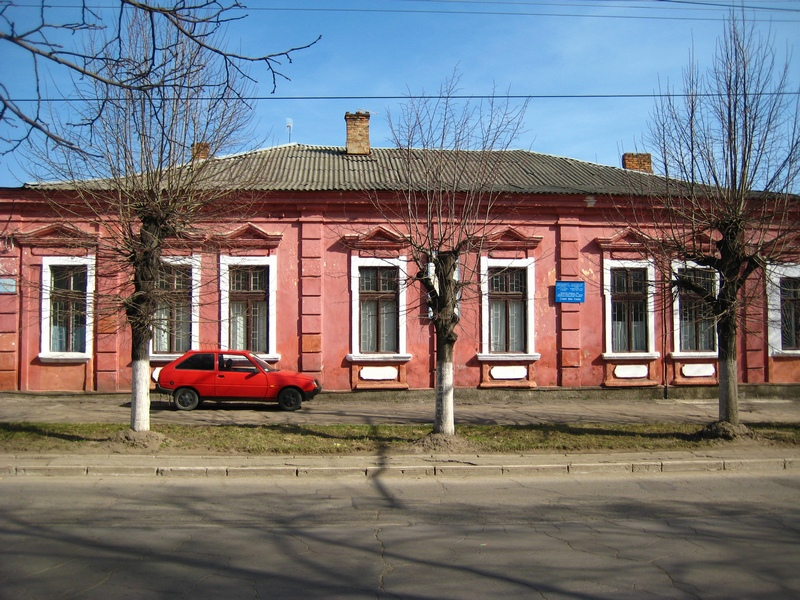
Clădirea fostei sinagogi
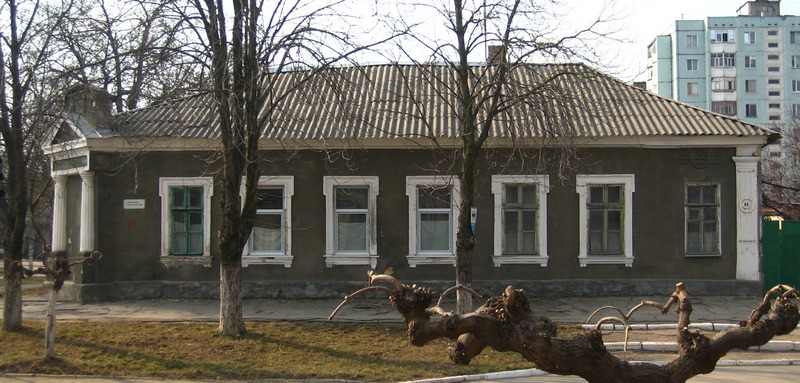
Casă în stil neoclasic
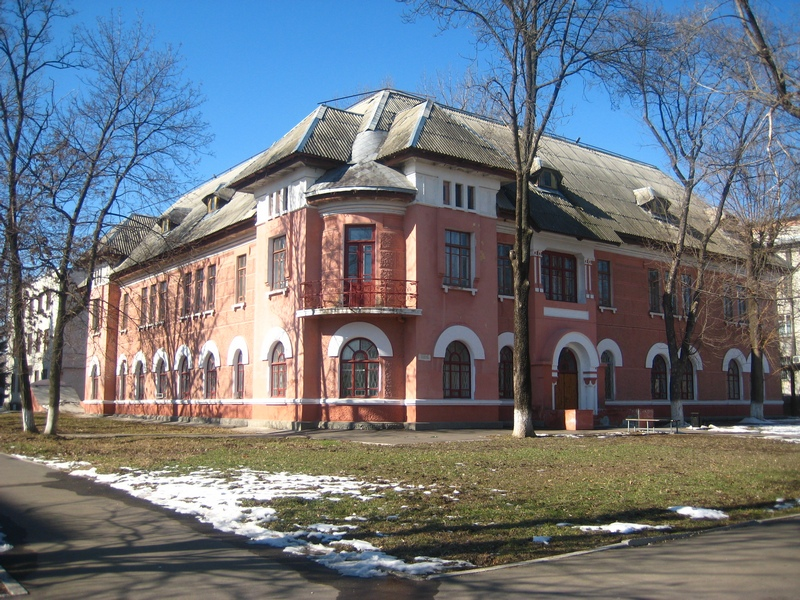
Clădire în stil neoromânesc

## Orașe și comunități înfrățite
- Beira, Mozambic
- Dubăsari, Republica Moldova[1]
- Cavriago, Italia
- Montesilvano, Italia
- Oceamcira, Georgia